# Kanton Quillan
Kanton Quillan (fr. Canton de Quillan) je francouzský kanton v departementu Aude v regionu Languedoc-Roussillon. Skládá se z 18 obcí.

## Obce kantonu
- Belvianes-et-Cavirac
- Brenac
- Campagne-sur-Aude
- Coudons
- Espéraza
- Fa
- Ginoles
- Granès
- Marsa
- Nébias
- Quillan
- Quirbajou
- Rouvenac
- Saint-Ferriol
- Saint-Julia-de-Bec
- Saint-Just-et-le-Bézu
- Saint-Louis-et-Parahou
- Saint-Martin-Lys